# Peperomia fosbergii
Peperomia fosbergii är en pepparväxtart som beskrevs av Truman George Yuncker. Peperomia fosbergii ingår i släktet peperomior, och familjen pepparväxter. Inga underarter finns listade i Catalogue of Life.